# Moorweg
Moorweg är en kommun och ort i Landkreis Wittmund i förbundslandet Niedersachsen i Tyskland.
Kommunen ingår i kommunalförbundet Samtgemeinde Esens tillsammans med ytterligare sex kommuner.